# Sterculia xolocotzii
Sterculia xolocotzii är en malvaväxtart som beskrevs av T. Wendt och E.L. Taylor. Sterculia xolocotzii ingår i släktet Sterculia och familjen malvaväxter. Inga underarter finns listade i Catalogue of Life.